# Harper (Kansas)
Harper – miasto w Stanach Zjednoczonych, w stanie Kansas, w hrabstwie Harper.